# Афродита тера
Афродита тера или Афродитин континент (лат. Aphrodite Terra) једна је од три именоване континенталне масе (тере) на површини планете Венере (поред Иштар тере и Лада тере).

## Основне карактеристике
Име је добила по старогрчкој богињи љубави Афродити, чији еквивалент у староримској митологији је Венера.
Дужине је око 10.000 км и најмасивнији је морфолошки објекат по том параметру на Венери, а њена површина приближнао је једнака површини Африке. 
Афродита тера се налази на јужној хемисфери, нешто јужније од екватора, са централном планетарном ширином од -5,8°, односно дужином од 104,8°. Најсевернија тачка налази се на 9,4°, најјужнија на -11,2°, на запад се протеже до 12,2° и на исток до 178° (сходно планетоцентричном координатном систему +Е 0—360).
Судећи по радарским снимцима са сонди, терен је доста нераван и испресецан је бројним кањонима, а постоје и бројни лавични токови. Због велике изломљености рељефа приметан је интензиван рад компресивних сила. 
Примећено је и постојање планинских ланаца али су они знатно мањих димензија у односу на оне на Иштару. Афродита тера је подељена на две области: Овда на западу, Тетис на истоку и Атла на североистоку. На подручју области Овда планински ланци се пружају у два правца што упућује на закључак да компресивне силе делују у неколико смерова. Уочено је и постојање тамнијих делова за које се претпоставља да представљају токове стврднуте лаве, али и бројних светлијих пукотина кроз које лава избија на површину и излива се по околном земљишту. 